# Fließgleichgewicht

Fließgleichgewicht wortwörtlich: Ein offenes Gefäß mit Zustrom und Ablauf

Ein Fließgleichgewicht oder dynamisches Gleichgewicht ist ein stationärer Vorgang, bei dem fortgesetzt Substanzen, Teilchen oder Energie in ein System einströmen und in gleichem Maße wieder ausströmen – oder z. B. infolge einer Reaktion das System in anderer Form verlassen –, so dass ihre Menge im System zeitlich konstant bleibt. Der Nettounterschied zwischen Zufluss und Abfluss ist zeitlich konstant und beträgt nahezu null. Bei Fließgleichgewichten können daher sowohl große als auch kleine Mengen umgesetzt werden, solange die Bilanz in der Summe null ergibt.
Zum Wesen des Fließgleichgewichts gehört, dass es sich um ein Offenes System handelt und dass Transportvorgänge die Gleichgewichtskonzentrationen der einzelnen Stoffe in dem jeweils beobachteten Raum (z. B. in jeder Zelle) bestimmen. Nach Störungen (Heterostase) besteht die Tendenz, zum Status quo zurückzukehren (Homöostase). Störungen des Status quo zeigen sich in abweichenden Mengen der beteiligten Substanzen (zu viel oder zu wenig). Im deutschen Sprachraum wird zwischen Fließgleichgewicht, chemischem Gleichgewicht und Homöostase unterschieden. Ein System im Fließgleichgewicht geht ins thermodynamische Gleichgewicht über, wenn die Ströme zwischen den Systemteilen versiegen.
Der Begriff Fließgleichgewicht geht unter anderem auf den österreichisch-kanadischen Biologen Ludwig von Bertalanffy zurück.

## Eigenschaften
Lebende Zellen können ein Fließgleichgewicht von Substraten über längere Zeiträume deshalb aufrechterhalten, weil typische enzymatische Umsetzungen Teil einer Reaktionskette sind. In einer solchen wird umgeschlagenes Substrat durch das vorgeschaltete Enzym oder durch Transportvorgänge nachgeliefert und entstehendes Produkt durch das nachfolgende Enzym abgeleitet.
Diese Bedingungen sind bei den klassischen enzymkinetischen Messungen eindeutig nicht gegeben, dennoch hat sich gerade auf diesem Gebiet der Begriff des Fließgleichgewichtes/steady states eingebürgert. Bei einer typischen Anordnung gibt es nämlich einen einzigen Punkt, an dem die Substratkonzentration definiert bzw. bekannt ist und somit der Reaktionsrate zugeordnet werden kann: den Reaktionsstart. Diese Zuordnung gelingt allerdings nur durch Extrapolation (Stichwort: „Tangente an den Ursprung“), wie im Folgenden gezeigt wird. Deshalb wird auch nicht ein Fließgleichgewicht im strengen Sinne, sondern die Enzymkinetik in einem abgeschlossenen System beschrieben. In der Thermodynamik, speziell in der nichtlinearen Thermodynamik, wird als Fließgleichgewicht ein Gleichgewicht mit Entropieproduktion bezeichnet.

## Enzymkinetik
Nach der Michaelis-Menten-Theorie ist die Existenz des Enzym-Substratkomplexes, ES, das zentrale Phänomen für das Verständnis enzymkinetischer Messungen. Nach der folgenden allgemeinen Reaktionsgleichung
|  |  | (1) |
|  |  |     |

geht das Enzym E zunächst eine reversible Bindung mit seinem Substrat S ein, wobei ES entsteht. In einem langsameren zweiten Schritt, der eine chemische Umwandlung beinhaltet, bildet sich der Enzym-Produkt Komplex, EP, aus dem durch Dissoziation das Produkt freigesetzt wird. Unter den Bedingungen der Enzymkinetik hat sich die folgende Vereinfachung eingebürgert
|  |  | (2) |
|  |  |     |

und zwar mit folgender Begründung:
- verglichen mit der Substrat-Produktumwandlung (ES zu EP) verläuft der Dissoziationsvorgang (EP zu E+P) sehr schnell, ihm kommt damit eine relativ große Reaktionsgeschwindigkeit zu, sodass der Schritt mit k3 gegenüber dem geschwindigkeitsbestimmenden Schritt mit k2 vernachlässigt werden kann.
- zu Beginn der messbaren Reaktion ist die Konzentration des freien Substrates definiert, sie entspricht der eingesetzten Konzentration desselben. Dazu kommt, dass normalerweise eine Bedingung [E]≪[S] eingehalten wird, wonach die Konzentration des Katalysators (Enzyms) weit unter jener des Substrates liegt und der in ES gebundene Substratanteil nicht ins Gewicht fällt;
- bei Reaktionsbeginn gibt es noch keine Rückreaktion, d. h. Umsetzung von P über EP und ES zu S.

Dies sind exakt die Bedingungen typischer enzymkinetischer Messungen: man misst die enzymatische Anfangsgeschwindigkeit v0, das ist jene Umsatzgeschwindigkeit direkt nach der Vereinigung aller notwendigen Komponenten. Experimentell legt man die Tangente an den Ursprung der registrierten Zeit-Umsatzkurve und bestimmt deren Steigung, eben v0.
Kurz nachdem das Enzym mit Substrat vermischt worden ist, gibt es eine Anfangsphase („pre-steady-state“), in der sich der ES-Komplex aufbaut. Die Verfolgung dieser Phase erfordert spezielle Messmethoden („Stopped-Flow-Methode“) und liegt außerhalb des Standardrepertoires der herkömmlichen Enzymkinetik. Die Reaktion erreicht schnell den geschilderten „quasi-stationären“ Zustand, währenddessen die Reaktionsgeschwindigkeit v0 die Substratkonzentration reflektiert. Vereinfachend wird hier vom „Fließgleichgewicht“ gesprochen, obgleich v0 auf die Anfangsphase der Reaktion beschränkt und damit nur durch die erwähnte Extrapolation zugänglich ist. Nur unter Sättigungsbedingungen ([S]>>[E]), das sind die Bedingungen einer Aktivitätsmessung, ist die lineare Phase am Anfang der Reaktion sehr ausgedehnt. Unter diesen Bedingungen lässt sich allerdings keine Information über den Affinitätsparameter (Michaelis-Konstante Km) bzw. die katalytische Effizienz (kcat / Km, im Jargon „kcat-über-Km“ genannt) gewinnen.

## Literarische Beschreibung
Sehr anschaulich wird ein Fließgleichgewicht in dem Gedicht Der römische Brunnen von Conrad Ferdinand Meyer beschrieben. In der Fassung von 1866 (4. Version des Gedichts) heißt es: 

„[…] Die Wasser steigen nieder/In zweiter Schale Mitte/Und voll ist diese wieder/Sie fluten in die dritte:/Ein Nehmen und ein Geben/Und alle bleiben reich/Und alle Fluten leben/Und ruhen doch zugleich.“